# Flabellum hoffmeisteri
Espèce
Statut CITES
Flabellum hoffmeisteri est une espèce de coraux de la famille des Flabellidae.

## Étymologie
Bien que non expressément précisé sur la publication originale, le nom spécifique de cette espèce, hoffmeisteri, rend très certainement hommage à John Edward Hoffmeister qui a consacré une partie de sa vie à l'étude des coraux. 

## Publication originale
- Cairns & Parker, 1992 : Review of the Recent Scleractinia (stony corals) of South Australia, Victoria and Tasmania. Records of the South Australian Museum Monograph Series, vol. 3, pp. 1–82 (texte intégral) (en).